# Naoko Yamada
Naoko Yamada (山田 尚子? · ; Prefettura di Kyoto, 28 novembre 1984) è un'animatrice e regista giapponese.
Ha diretto le serie anime K-On!, Tamako Market e i film d'animazione La forma della voce - A Silent Voice e Liz e l'uccellino azzurro presso la Kyoto Animation. Dopo l'incendio che ha colpito lo studio ha iniziato la sua carriera da freelance, realizzando la serie Heike Monogatari presso Science SARU nel 2021.

## Biografia

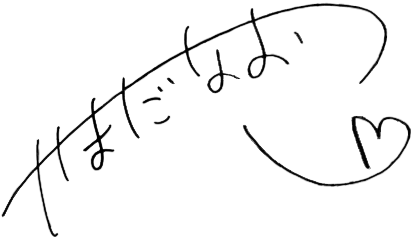
Firma di Naoko Yamada

È nata nella prefettura di Kyoto il 28 novembre. Da bambina le piaceva disegnare e copiare le immagini delle serie anime di Patlabor e Dragon Ball. Si è unita al club di pallavolo della scuola elementare e ai club di tennis e di fotografia della scuola superiore. Alla Kyoto University of Art and Design, ha studiato pittura a olio ed è stata membro del club degli effetti speciali.
Yamada intendeva lavorare nel cinema dopo l'università, ma ha deciso di unirsi a Kyoto Animation dopo aver visto un annuncio. Il suo primo incarico a KyoAni era di disegnare dei frame per Inuyasha. Alla fine è stata promossa come animatore chiave per Air.
Dopo aver lavorato come regista di episodi di Clannad, le è stato chiesto di fare il suo debutto alla regia con K-On!, un adattamento di un manga. La serie ha avuto molto successo, stimolando una seconda stagione e un film. Nel 2013, ha diretto Tamako Market, e l'ha seguita con il film Tamako Love Story nel 2014. Per Tamako Love Story ha ricevuto il New Face Award al Japan Media Arts Festival. Ha sceneggiato l'intero film lei stessa e ha anche scritto i testi per la sigla di apertura, Everybody Loves Somebody. Il prossimo progetto di Yamada è stato il film La forma della voce - A Silent Voice, un adattamento del manga omonimo, che si riflette su elementi di bullismo e menomazioni fisiche in Giappone. Il film è uscito al secondo posto nel box office giapponese e ha incassato un totale di 2,3 miliardi di yen, il film che ha ottenuto il maggiore incasso in Giappone nel 2016. Il film ha anche ricevuto diverse nomination ai premi, tra cui il miglior film d'animazione ai Mainichi Film Awards e l'eccellente animazione dell'anno al Japan Academy Prize.
Per Yamada, la parte più importante dell'essere un regista è osservare le persone. Descrive se stessa come un regista "metodo", sottolineando le menti dei personaggi.

## Filmografia

### Regista
- K-On! (serie TV anime, 2009)
- K-On!: Live House! (2010)
- K-On!! (serie TV anime, 2010)
- K-On!!: Plan!! (2011)
- K-On! The Movie (film, 2011)
- Tamako Market (serie TV anime, 2013)
- Tamako Love Story (film, 2014)
- La forma della voce - A Silent Voice (film, 2016)
- Liz e l'uccellino azzurro (film, 2018)
- Heike monogatari (serie ONA, 2021)
- Modern Love Tokyo (serie TV anime, 2022, episodio 7)
- I colori dell'anima - The Colors Within (film, 2024)